# La Vierge à l'Enfant entre saint Jacques et saint Dominique
La Vierge à l'Enfant entre saint Jacques et saint Dominique présentant les donateurs et leur famille, également appelée La Vierge de Jacques Floreins, est un tableau du peintre primitif flamand Hans Memling, réalisé vers 1485-1490. Huile sur panneau en bois, il mesure 160 cm × 130,3 cm. Provenant du legs de la comtesse Duchâtel (1878), il est actuellement exposé au Musée du Louvre, à Paris.

## Histoire de l’œuvre
Il est vraisemblablement transporté en Espagne, par le biais de la veuve espagnole de Jacob Floreins dont la famille était établie à Burgos. Rapporté d’Espagne par le général d'Armagnac en poste à Burgos sous le Premier Empire en 1808 ; il est acquis de ce dernier par le comte Duchâtel ; son épouse le lègue au Musée du Louvre en 1878.

## Description
Le thème de ce tableau est celui de la sacra converzione, très à la mode en Italie du Nord. Le format adopté ici est plutôt rare dans les pays du Nord. Le tableau ornait certainement une chapelle familiale. Sa fonction est commémorative, et il diffère du retable à volets plus usuel dans les Pays-Bas. Le commanditaire en est Jacques Florence (en flamand Jacob Floreins), marchand d'épices à Bruges, qui meurt en 1488 dans cette même ville. Il a très probablement été achevé après la mort de ce dernier, puisque sa femme est représentée en veuve.
Au centre, la Vierge Marie est assise sur un trône de pierre surmonté d’un dais rouge. Le montant du siège est couvert d’un tissu doré très richement brodé. Au pied du trône est peint un superbe tapis aux couleurs vives qui rappelle les tapis orientaux, très présents chez les primitifs flamands. La Vierge Marie, les cheveux dénoués, porte sur ses genoux l’Enfant Jésus, qui bénit Jacques Florence de la main droite. Sa main gauche est posée sur le livre que tient sa mère. La Vierge est entourée à gauche par le commanditaire (ou donateur) et ses fils et à droite par la femme de ce dernier et ses filles. Tous sont agenouillés. La ressemblance entre les enfants et leurs parents est très marquée. Les différences d’âge se traduisent par des différences d’attitude. À la solennité des plus âgés s’oppose la curiosité des plus petits (les petites filles tendent le cou pour mieux voir). Deux saints protecteurs de la famille les accompagnent. Saint Jacques du côté masculin, en référence au prénom du père et saint Dominique du côté féminin, probablement parce que l’une des filles a intégré l’ordre (elle porte le costume dominicain).
Le fond est partagé en trois parties. La scène est située dans un décor ecclésial, comme c’est parfois le cas chez Jan van Eyck, à cette différence près que cet intérieur est ici ouvert sur l’extérieur (ce qui est fréquent chez les artistes flamands). À gauche, on aperçoit au bout d’un chemin un paysage urbain, qui s’oppose au paysage plus rural représenté à droite. Ces ouvertures, bordées de charmantes sculptures, aèrent la composition.

## Autres versions

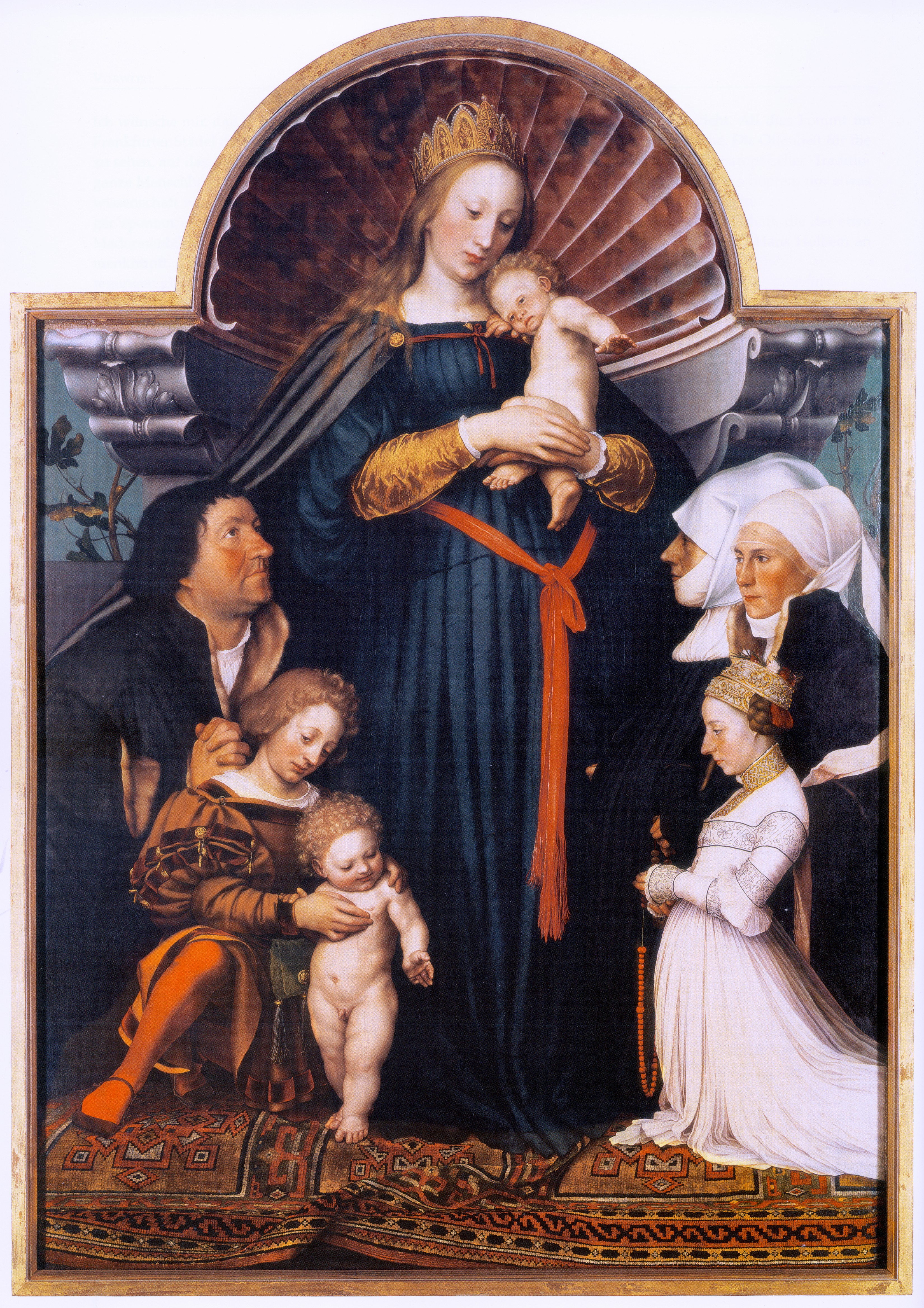
Madone de Darmstadt de Hans Holbein.

Il est à rapprocher de la Madone de Darmstadt de Hans Holbein le Jeune, que ce tableau a pu inspirer. Comparer avec l'épitaphe pour la famille Funk attribuée à Bernhard Strigel (Schaffhouse, Suisse) : le fragment conservé présente bien l’époux et l’épouse face à face avec leurs enfants, mais il n’y a ni Vierge ni saints.

## Sources et bibliographie
- Philippe Lorentz et Till-Holger Borchert, Hans Memling au Louvre, Paris, Réunion des Musées Nationaux, coll. « Les dossiers du Musée du Louvre » (no 48), 1995, 119 p. (ISBN 2-7118-3275-9)
- M. de Grand Ry (dir.), Les Primitifs flamands, Renaissance du Livre, 2000, p. 478
- Bätschmann & Griener, Hans Holbein, Gallimard, 1997, fig. 150 et commentaire pp. 109-111